# Ana Fidelia Quirot
Ana Fidelia Quirot, född 23 mars 1963, är en kubansk före detta medel- och kortdistanslöpare med två VM-guld, ett OS-silver och ett OS-brons på 800 meter.
Quirot specialiserade sig på 800 meter, men var även framstående på 400 meter.  På 800 meter vann Quirot VM-guld såväl vid VM 1995 som vid VM 1997. Hennes bästa prestation vid ett olympiskt spel är silver vid OS 1996 i Atlanta.
Inför OS i Seoul 1988 stod Ana Quirot på topp i sin idrottskarriär, men eftersom Kuba bojkottade dessa spel, var hon tvungen att avstå från deltagande. Hon var vid denna tidpunkt den enda, som hade presterat bättre tider på 800 meter än de två östtyskor, Sigrun Wodars och Christine Wachtel, vilka i dessa spel tog respektive guld och silver på distansen.
Quirot är en av få löpare som noterat en tid på 800 meter under 1.55,0 och hennes personliga rekord på 1.54,44 från 1989 är den femte bästa tiden någonsin på distansen. Endast världsrekordinnehavaren Jarmila Kratochvílová, sovjetiskan Nadezjda Olizarenko, kenyanskan Pamela Jelimo och sydafrikanskan Caster Semenya har överträffat henne.

## Personliga rekord
- 400 meter - 49,61
- 800 meter - 1.54,44